# Марриета
Марриета (англ. Murrieta) — город в округе Риверсайд, штат Калифорния, США. Занимает 4-е место по количеству жителей в округе, 61-е по этому показателю в Калифорнии и 263-е в США (по оценкам 2013 года).

## География и климат
Город расположен в юго-западной части округа, является частью так называемой Внутренней Империи. С юго-востока Марриета вплотную граничит с городом Темекьюла, с северо-запада — с городом Уилдомар, с севера — с городом Менифи, с запада — с плато Санта-Роза. Площадь города составляет 87,06 км², из которых 0,09 км² (0,11 %) занимают открытые водные пространства. Через город проходят крупные автомагистрали I-15 и I-215, воздушное сообщение обеспечивает аэропорт «Французская Долина», расположенный чуть восточнее Марриеты, автобусное сообщение — Riverside Transit Agency.
Марриета находится в зоне средиземноморского климата. В среднем 263 дня в году над городом светит солнце, а 35 дней выпадают осадки. С апреля по ноябрь властвуют высокие температуры, осадков практически нет. В среднем за год на город выпадает 395 мм дождя: самый влажный месяц — февраль (106 мм), самые сухие — июнь и август (по 0,3 мм).

## История
В середине XIX века местность, в которую входит и нынешнее местоположение Марриеты, приобрёл некий баск Эсекиаль Мурриета, который организовал здесь обширные, около 210,4 км² (52 000 акров), овцеводческие фермы и пастбища. В конце 1860-х годов Эсекиаль вернулся на родину, а землю и хозяйство передал своему младшему брату Хуану (1844—1936), который в 1873 году сильно развил производство, привезя сюда ещё 100 тысяч овец. В середине 1880-х годов Хуан продал почти всю эту землю, кроме 4,05 км² (1000 акров), и переехал на постоянное место жительства в Лос-Анджелес. Основанное им поселение осталось называться его именем.
В 1882 году поселение было связано станцией с Калифорнийской Южной железной дорогой, что обеспечило заметный рост населения.
C начала XX века у туристов стали популярны горячие источники, расположенные чуть восточнее города, и Марриета постепенно стала превращаться в оздоровительный курорт. Однако в 1935 году Марриета лишилась железнодорожного сообщения с остальным миром, что резко негативно сказалось на экономике посёлка и его населении, которое привыкло жить прибылью от туризма. С этого момента и до открытия шоссе I-15 ближайшей крупной дорогой для города стало шоссе US 395.
В начале 1980-х годов Марриету достигло шоссе I-15, в результате чего начался прирост населения. В 1990 году жители начали кампанию за инкорпорацию их поселения, и 1 июля 1991 года Марриета получила статус «город» (city).
1 июля 2002 года восточной частью города стала статистически обособленная местность Марриета-Хот-Спрингс (2948 жителей в 2000 году).
В июле 2014 года в Марриете прошли крупные акции протеста, направленные против мигрантов.

## Демография
С середины 1930-х и до начала 1980-х годов Марриета оставалась заштатным неразвивающимся поселением, являясь так называемым «спальным районом». Большинство работающих местных жителей ездили на работу в соседний город Темекьюла, на Базу морской пехоты Кэмп-Пендлтон и даже в соседние округа: Сан-Диего, Ориндж и Лос-Анджелес. Рост населения начался в начале 1980-х годов после прокладки здесь шоссе I-15, а затем в начале 2000-х годов, в основном в связи с ростом близлежащих населённых пунктов. Рубеж в 100 000 человек был преодолён в конце 2000-х годов.
2010 год
Согласно переписи 2010 года в Марриете проживали 103 466 человек: 50 460 мужчин и 53 006 женщин. Расовый состав: белые — 69,7 %, негры и афроамериканцы — 5,4 %, коренные американцы — 0,7 %, азиаты — 9,2 %, уроженцы тихоокеанских островов — 0,4 %, прочие расы — 8,4 %, смешанные расы — 6,1 %, латиноамериканцы (любой расы) — 25,9 %.
В городе было 26 033 семьи и 32 749 домохозяйств, в 48,4 % из которых проживали дети младше 18 лет; 62,8 % домохозяйств представляли собой супружеские разнополые пары, живущие совместно, 11,6 % — женщин — глав семьи без мужа, 5 % — мужчин — глав семьи без жены, 5 % — разнополые пары, живущие совместно без регистрации, 0,6 % — однополые пары, живущие совместно в браке и без регистрации. Средний размер домохозяйства был 3,15 человек, семьи — 3,51 человек.
30,4 % населения Марриеты были младше 18 лет, 9,6 % — в возрасте от 18 до 24 лет, 27,2 % — от 25 до 44 лет, 22,8 % — от 45 до 64 лет и 10,1 % жителей были старше 65 лет. Средний возраст горожанина был 33,4 года. На каждые 100 лиц женского пола приходилось 95,2 мужского, причём на 100 совершеннолетних женщин приходилось уже 91,2 мужчин сопоставимого возраста. Средний доход домохозяйства составлял 75 485 долларов в год, 7 % населения жили за чертой бедности.
2012 год
По оценкам 2012 года средний доход домохозяйства в Марриете составлял 66 306 долларов в год, при среднем по штату 58 328 долларов; доход на душу населения был 27 090 долларов в год.
2013 год
По оценкам 2013 года в Марриете проживали 107 479 человек: 48,8 % мужского пола и 51,2 % женского. Средний возраст горожанина был 32,4 года, при среднем по штату 35 лет.
О происхождении своих предков жители сообщили следующее: немцы — 12,1 %, ирландцы — 8,2 %, англичане — 7,8 %, итальянцы и французы — по 2,6 %. 13,3 % горожан были рождены вне США, при среднем по штату 27,1 %.
Опрос жителей старше 15 лет показал, что 28,9 % из них не состоят в браке и никогда в нём не были, 55,2 % состоят в браке и живут совместно, 2,4 % состоят в браке, но живут раздельно, 4,1 % вдовствуют и 9,5 % находятся в разводе.
2014 год
По состоянию на июнь 2014 года безработица в Марриете составила 5,5 % при среднем по штату 7,3 %.

## Прочие факты
- Крупнейшее кладбище города — Лорел[17].
- Согласно полицейскому отчёту за 2011 год, Марриета была признана самым криминально безопасным городом округа, четвёртым по этому показателю в штате и седьмым в стране[18].
- Мэр Марриеты Алан Лонг был отстранён от своих обязанностей 20 октября 2014 года в связи с тем, что четырьмя днями ранее он, находясь в нетрезвом состоянии, сел за руль автомобиля и сбил четверых подростков — девушек-чирлидеров[19]. Новым мэром стал Гарри Рамос, официально в должности с 3 декабря 2014 года[20].

- Слияние I-15 и I-215[англ.] на территории города
- Аэропорт «Французская Долина» чуть восточнее города
- Граница городов Марриета и Темекьюла существует лишь юридически
- С запада к городу примыкает плато Санта-Роза[англ.]